# Роторуа
Роторуа је град на Новом Зеланду. Смештен је у региону Беј ов Пленти на Северном острву у Пленти заливу.
Роторуа је позната бања са геотермалним изворима и лековитим блатом.
Роторуа је добила статус града 1962.

## Становништво
| 2001.  | 2006.  | 2013.  |
| ------ | ------ | ------ |
| 64.473 | 65.901 | 65.280 |